# William Alexander Adams
William Alexander Adams (* 26. August 1821 in Quintero, Chile; † 31. Januar 1896 in Gaines, Herefordshire, England) war ein englischer Ingenieur und Unternehmer.
Seine Eltern waren der Publizist, Ingenieur und Unternehmer William Bridges Adams und Elizabeth, geb. Place.
1826 kam er mit seinem Vater zurück nach London. Fünfzehnjährig trat er in die Wagenbauwerkstatt ein, die sein Vater und ein Onkel in der Drury Lane betrieben; zusammen gründeten sie 1843 die Fairfield Works im Londoner Stadtteil Bow.
1846 übernahm er die Leitung der London Works in Birmingham; im selben Jahr ging er eine Geschäftsverbindung mit George Allcock ein, machte sich aber 1850 selbständig. 1853 wirkte er an der Gründung der Midland Wagon Company mit, an die er 1863 sein und seines damaligen Partners Henry Griffith Unternehmen verkaufte und in ihren Aufsichtsrat eintrat. Zugleich übernahm er die Leitung der Muntz’s Metal Company. 1874 führte er in den USA ein Mietkaufsystem für Eisenbahnwagen ein, für dessen geschäftliche Umsetzung er 1875 die Union Rolling Stock Company gründete.
Darüber hinaus war er einige Zeit Direktor der Birmingham Joint Stock Bank sowie Friedensrichter und Deputy Lieutenant für die Grafschaft Hereford.
Adams war Mitglied der Institution of Mechanical Engineers, vor der er 1850 und 1852 mehrere Vorträge unter anderem über Eisenbahnwaggons hielt, und, seit dem 10. Januar 1865, der Institution of Civil Engineers, vor der er 1876 über »Railway Rolling Stock Capacity, in Relation to the Dead Weight of Vehicles« vortrug. Auch seine Jagdleidenschaft schlug sich in zwei Veröffentlichungen nieder.

## Werke
- Railway Rolling Stock Capacity, in Relation to the Dead Weight of Vehicles, in: Minutes of Proceedings of the Institution of Civil Engineers 96 (1876), S. 100.
- Twenty-six Years’ Reminiscences of Scotch Grouse Moors. The illustrations drawn by C. Whymper. London: Horace Cox, 1889 (Nachdruck Halkirk: Deer Valley Publishing 1988).
- Bores and Loads for Sporting Guns for British game shooting. London: Horace Cox, 1894.